# Kuruc

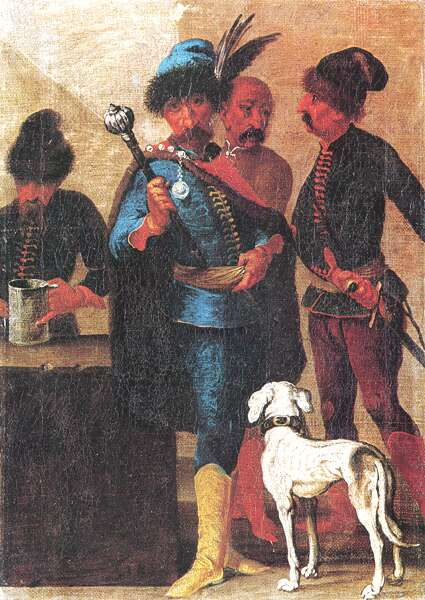
Soldats Kuruc

Kuruc (hongarés: kuruczok, eslovac: kuruci) és el nom que rebien els rebels hongaresos que lluitaven contra els Habsburg a l'Hongria Reial entre el 1671 i el 1711. Durant aquests anys hi va haver diversos aixecaments contra la Cort de Viena. En aquests conflictes els seus enemics rebien el nom de “labanc”.